# William Brouncker

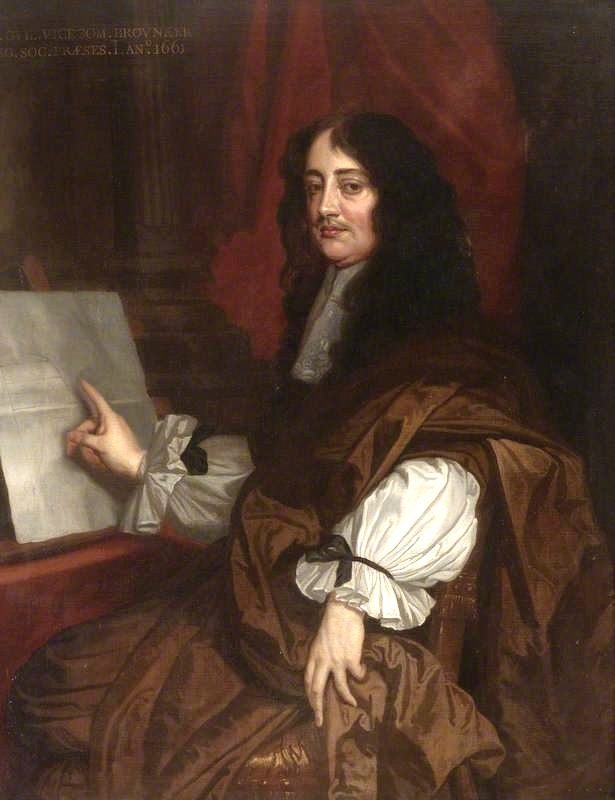
William Broucker

William Brouncker, född 1620 och död 5 april 1684, var en engelsk matematiker.
Brouncker var den förste som närmare undersökte och använde de av italienaren Pietro Cataldi införda kedjebråken. Han angav i denna form cirkelytan, det vill säga talet pi. Anmärkningsvärt är att, Brounker vid beräkningen av vissa genom hyperbeler inneslutna ytor använde oändliga serier som uttryck för kvantiteter, som inte kunde anges på annat sätt. Brouncker var även en av grundarna av Royal society.